# Mária Rohonczi
Mária Rohonczi (* 17. Dezember 1923; † 11. Juli 1995) war eine ungarische Leichtathletin und Basketballspielerin.
Bei den Leichtathletik-Europameisterschaften 1946 in Oslo wurde sie Fünfte im Speerwurf. 1947 gewann sie bei den Internationalen Universitätsspielen Bronze im Hochsprung und im Speerwurf.  Eine weitere Bronzemedaille im Speerwurf folgte bei den Weltfestspielen der Jugend und Studenten 1949.
Fünfmal wurde sie Ungarische Meisterin im Hochsprung (1944–1946, 1948, 1951), dreimal im Fünfkampf (1944, 1946, 1949) und je zweimal über 80 m Hürden (1946, 1947) sowie im Speerwurf (1948, 1949).
Als Mitglied der ungarischen Mannschaft gewann sie 1952 Bronze bei der Basketball-Europameisterschaft der Damen.

## Persönliche Bestleistungen
- 80 m Hürden: 12,1 s, 22. September 1946, Budapest
- Speerwurf: 42,21 m, 3. Juli 1949, Nagykanizsa